# مجرن (إب)
مجرن هي إحدى قرى الجمهورية اليمنية. تتبع جغرافيا لمحافظة إب وإداريًا لمديرية السياني.

## السكان
يبلغ تعداد سكانها 1171 نسمة حسب الإحصاء الذي أجري عام 2004.